# Будка железной дороги 57 км
Бу́дка желе́зной доро́ги 57 км — деревня в Тёмкинском районе Смоленской области России. Входит в состав Павловского сельского поселения.

## География
Расположена в восточной части области в 4 км к юго-востоку от Тёмкина, в 26 км северо-восточнее автодороги Р132 Вязьма — Калуга — Тула — Рязань. В 5 км северо-западнее деревни находится железнодорожная станция Тёмкино на линии Вязьма — Калуга.
Помимо железной дороги, через населённый пункт проходит автодорога Булгаково — Савостьяново. Деревня Савостьяново расположена в полукилометре к юго-западу от Будки железной дороги 57 км. В 1,5 км северо-западнее находится исток реки Уйки, в 2 км восточнее — урочище Большая Водянка.

## История
Населённый пункт образовался как пристанционный посёлок.
В годы Великой Отечественной войны деревня была оккупирована гитлеровскими войсками в октябре 1941 года, освобождена в начале марта 1943 года.

## Население
По состоянию на 2007 год постоянного населения не имеет.